# Municipio de Virden
El municipio de Virden (en inglés: Virden Township) es un municipio ubicado en el condado de Macoupin en el estado estadounidense de Illinois. En el año 2010 tenía una población de 3671 habitantes y una densidad poblacional de 78,74 personas por km².

## Geografía
El municipio de Virden se encuentra ubicado en las coordenadas 39°30′0″N 89°45′4″O / 39.50000, -89.75111. Según la Oficina del Censo de los Estados Unidos, el municipio tiene una superficie total de 46.62 km², de la cual 46,53 km² corresponden a tierra firme y (0,2 %) 0,09 km² es agua.

## Demografía
Según el censo de 2010, había 3671 personas residiendo en el municipio de Virden. La densidad de población era de 78,74 hab./km². De los 3671 habitantes, el municipio de Virden estaba compuesto por el 98,39 % blancos, el 0,19 % eran afroamericanos, el 0,22 % eran amerindios, el 0,52 % eran asiáticos, el 0,08 % eran de otras razas y el 0,6 % eran de una mezcla de razas. Del total de la población el 0,98 % eran hispanos o latinos de cualquier raza.